# Four Seasons Hotels and Resorts

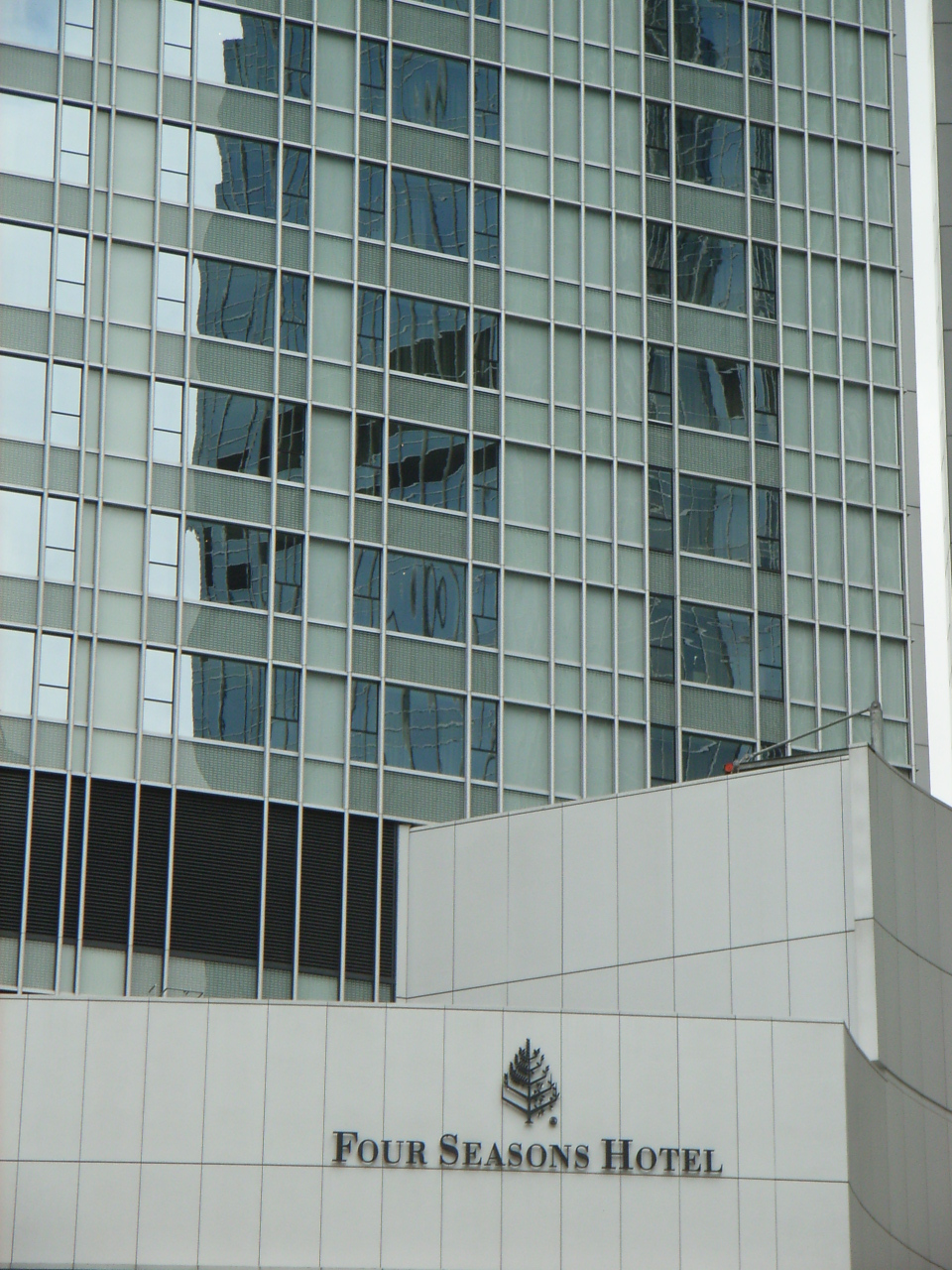
Un hotel de la cadena Four Seasons

Four Seasons Hotels and Resorts (Four Seasons Hotels Limited) es una cadena canadiense de hoteles de lujo. Administra y gerencia hoteles y lugares de vacaciones situados en el escalafón más alto del sector hotelero. 

## Negocio
Four Seasons Hotels es una entidad pública con sede en Toronto, Canadá. Isadore Sharp fundó la compañía en 1960 y abrió el primer hotel de la cadena en la Jarvis Street, una calle del centro de Toronto, en 1961. El presidente de Microsoft Bill Gates posee un importante holding en la compañía junto con el Príncipe Al-Waleed bin Talal de Arabia Saudí.

## Historia
El empresario canadiense Isadore Sharp fundó Four Seasons en 1960. Mientras era un joven arquitecto que trabajaba para su padre, Sharp diseñó un motel para un amigo de la familia; su éxito lo motivó a intentar crear su propio hotel. Compró una gran parcela de tierra en una zona degradada de Toronto y planeó una escala para los viajeros de negocios; el Four Seasons Motor Hotel abrió sus puertas en 1961 con los inversores iniciales, Murray Koffler, Fred Eisen y Eddie Creed.
Four Seasons construyó más hoteles, incluido el Inn on the Park de 1963, un complejo hotelero de dos pisos de $ 4 millones en los suburbios de Toronto que albergó la primera discoteca de Canadá.
El lujo exclusivo se convirtió en parte de la marca cuando la empresa se expandió a Londres. Cuando un desarrollador se acercó a Four Seasons para construir un hotel en Londres, Sharp lo planeó para competir con los hoteles de élite del Viejo Mundo de la ciudad, como Claridge's y The Connaught. El hotel Inn on the Park de Londres abrió sus puertas en 1970. El consultor principal fue el estudio de arquitectura Aedas.
En 1974, los sobrecostos en el Four Seasons Hotel Vancouver casi llevaron a la empresa a la quiebra. Como resultado, la compañía comenzó a cambiar a su actual modelo de negocios de solo administración, eliminando los costos asociados con la compra de terrenos y edificios. La empresa se hizo pública en 1986. En la década de 1990, Four Seasons y Ritz-Carlton comenzaron una competencia directa, con Ritz-Carlton enfatizando una apariencia uniforme mientras que Four Seasons enfatizaba la arquitectura y los estilos locales con un servicio uniforme; al final, Four Seasons ganó cuota de mercado.
Construido en 1986, Four Seasons Hotel Austin es un hotel de nueve pisos en 2.3 acres de tierra en la costa norte del lago Lady Bird. En 1997, Four Seasons Hotel Austin se convirtió en el primer hotel en tener "una red inalámbrica de Internet de alta velocidad" después de que Wayport, Inc. lo instalara allí para probar las redes inalámbricas de Internet. El hotel recibió a la reina Isabel II en 1991 cuando visitó Texas. Fue adquirida por Anbang Insurance Group de Blackstone Group por 359,7 millones de dólares en 2016.
Las recesiones económicas a principios y mediados de la década de 2000 afectaron a la empresa. Cuando los ataques del 11 de septiembre provocaron el colapso de la industria de viajes, Four Seasons se negó a reducir los precios de las habitaciones para preservar el valor percibido de la marca, lo que provocó tensión con los propietarios que estaban perdiendo dinero. La empresa se recuperó y en 2007 acordó una compra por parte del presidente de Microsoft, Bill Gates, y el príncipe Al-Waleed bin Talal de Arabia Saudita por 3.800 millones de dólares. La pareja posee el 95 por ciento de la empresa, en partes iguales, y Sharp posee el resto.
Los desafíos volvieron nuevamente durante la crisis financiera de 2007-2010. La compañía realizó los primeros despidos corporativos en su historia, recortando el 10% de su fuerza laboral en Toronto. En abril de 2010, luego de una disputa de un año con Broadreach Capital Partners y Maritz, Wolff & Co., propietarios del resort Aviara cerca de San Diego, un panel de arbitraje dictaminó que, si bien ambas partes contribuyeron a la desaparición de la relación comercial, Four Seasons no había violado su acuerdo de gestión. Los árbitros ordenaron a Broadreach que pagara a Four Seasons para rescindir el contrato". El complejo ya no es un Four Seasons.
Four Seasons has continued to add more hotels and resorts to its portfolio, notably in China. It opened a new hotel in Hangzhou in 2010 and Guangzhou, Beijing, and a second property in Shanghai in 2012. In India, it has one hotel in Mumbai. In 2013, it opened its first hotel in Russia in the Lobanov-Rostovsky Palace in St. Petersburg, and later opened a second hotel in Moscú. En Indonesia, tiene un hotel en Yakarta y otros dos en Bali.
En octubre de 2012, Four Seasons inauguró un nuevo hotel de Toronto de 259 habitaciones en Yorkville, diseñado por la firma de diseño de renombre internacional Yabu Pushelberg. El hotel incluye un restaurante de lujo dirigido por el famoso chef Daniel Boulud. The Globe and Mail lo aclamó como "la renovación de una marca canadiense icónica en su ciudad natal". El ático fue comprado por el empresario Robert Österlund (fundador de Xacti, LLC e Inbox.com) por un precio récord canadiense de más de 28 millones de dólares.
En 2009, el fundador Sharp escribió un libro de memorias titulado Four Seasons: The Story of Business Philosophy. Contenía una crónica histórica de los hoteles desde sus inicios.
En septiembre de 2021, Cascade anunció que aumentará su participación actual del 47,5 % al 71,25 % mediante la compra, por 2210 millones de dólares en efectivo, la mitad de la participación actual del 47,5 % propiedad de Saudi Kingdom Holding Company (KHC).

## Modelo de negocio
Four Seasons no es propietaria de ninguna de sus propiedades; las opera en nombre de propietarios y promotores inmobiliarios. Por ejemplo, su hotel/residencia en el centro de Nueva York es propiedad de Silverstein Properties, y su hotel en Las Vegas es parte del complejo Mandalay Bay. Los contratos entre Four Seasons y los propietarios generalmente permiten que la empresa participe en el diseño de la propiedad y la administre con un control casi total sobre todos los aspectos de la operación.
Four Seasons generalmente gana el tres por ciento de los ingresos brutos y alrededor del cinco por ciento de las ganancias de las propiedades que opera. Los dueños de propiedades están obligados a contribuir con dinero adicional para marketing, ventas en toda la cadena, sistemas de reservas y renovaciones. Los hoteles Four Seasons tienen más personal que las cadenas competidoras y la compañía mantiene cuentas de reserva separadas para cada hotel para cubrir los costos de mantenimiento. Los márgenes de ganancia son relativamente bajos, pero la marca atrae a los desarrolladores a través de la reputación de los hoteles como activos sólidos para la garantía de préstamos o la reventa.